# Branko Vrčon
Branko Vrčon, slovenski pravnik, novinar in prevajalec, * 19. marec 1907, Dobravlje, † 1990, Ljubljana.
Na Univerzi v Padovi je doktoriral iz manjšinskega prava. Med drugo svetovno vojno je kot član Jugoslovanske nacionalne stranke organiziral sredinsko odporniško gibanje, zakar je bil na t. i. božičnem procesu obsojen na smrt. Nato je bil pomiloščen in po 7 letih pogojno izpuščen. Zaposlil se je v Litostroju kot prevajalec (znal je 14 jezikov) in urednik.